# Кастеллоза
Кастелло́за (окс. Castelloza) (кінець XII ст. - початок XIII ст.) – жінка-трубадур з Оверні.

## Біографія
Її прізвисько означає «замкова», «із замку». Достовірних відомостей про життя Кастеллози немає. Відомо чотири її пісні (музика до них не збереглася; з жінок-трубадурів віршована спадщина більша тільки у графині де Діа).
За відою, складеною пізніше, вона була дворянкою, дружиною Тюрка де Майрона (Turc de Mairona) – ймовірно лорда Майрона (Meyronne) та кохала Армана де Бріоні – дворянина знатнішого роду. Пісні, які написала Кастеллоза, адресовані до її коханого.

## Твори
- Ja de chantar non degra aver talan
- Amics, s'ie.us trobes avinen
- Mout avetz faich lonc estatge
- Per joi que d'amor m'avegna (спірний текст)